# Richard Perceval

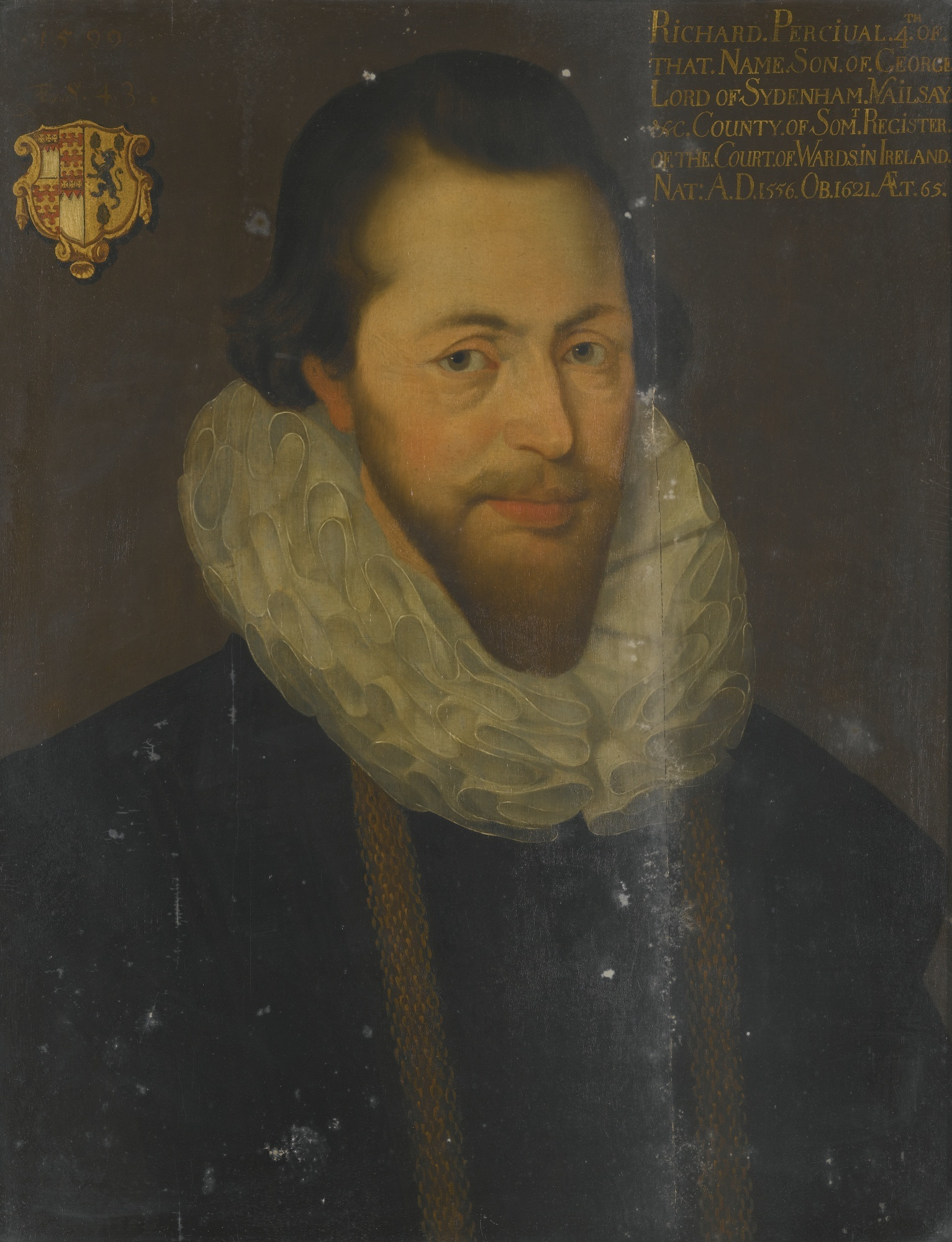
Porträt Richard Percevals von Marcus Gerards dem Jüngeren

Richard Perceval (auch Percival, Percyvall, Persevall oder Percevale; * 1550; † 4. September 1620 in Dublin) war ein britischer Romanist, Hispanist und Lexikograf.

## Leben und Werk
Perceval stammte aus begütertem Hause. Als junger Mann überwarf er sich mit seinem Vater, ging mit seiner jungen Frau nach Spanien und verbrachte dort vier Jahre bis zu ihrem Tod. Zurück in England waren seine Spanischkenntnisse 1586 hilfreich bei der Aufdeckung des Projekts der Spanischen Armada, die 1588 besiegt wurde.
Drei Jahre später erschien unter dem Namen Percyvall das erste englische Wörterbuch des Spanischen (mit Grammatik). Es hat 184 Seiten und 12 500 Einträge. Das Lateinische ist nicht Zielsprache, sondern dient zur Festmachung der Bedeutung. Als Quellen benutzte Percyvall die Wörterbücher von Antonio de Nebrija und Cristóbal de las Casas.
Die von Perceval begründete Tradition wurde von John Minsheu fortgesetzt.

## Werke
- Bibliotheca Hispanica. Containing a Grammar with a dictionarie in Spanish, English and Latine, London 1591